# Isterico
Isterico è il primo album in studio del gruppo musicale italiano Punkreas, pubblicato nel 1990.
Gli 8 brani vennero registrati e mixati in 12 ore. 
Il disco vendette 6.000 copie con una distribuzione totalmente underground ed il singolo “Il vicino” divenne presto anthem dello ska-core italiano.

## Tracce
1. No Cops – 2:30
2. Isterico – 3:21
3. Persia – 2:23
4. Anarchia – 1:27
5. Antisocialism – 2:38
6. Funny – 1:28
7. Fegato centenario – 2:05
8. Il vicino – 2:12

## Formazione
- Cippa - voce
- Claudio - chitarra e cori
- Flaco - chitarra e cori
- Paletta - basso e cori
- Mastino - batteria